# Landesarbeitsgericht Sachsen-Anhalt
Das Landesarbeitsgericht Sachsen-Anhalt ist ein Gericht der Arbeitsgerichtsbarkeit und das Landesarbeitsgericht (LAG) des Landes Sachsen-Anhalt.

## Gerichtssitz und -bezirk
Sitz des Gerichts ist Halle (Saale). Der Gerichtsbezirk umfasst das Gebiet des gesamten Bundeslandes mit mehr als 2,4 Millionen Einwohnern.

## Gerichtsgebäude
Das Gericht ist seit 1998 im Justizzentrum Halle Thüringer Straße 16 untergebracht. Das Justizzentrum Halle verfügt über 25 Verhandlungssäle und insgesamt rund 34.000 m² Bürofläche. Außer dem LAG beherbergt es die Staatsanwaltschaft, das Verwaltungsgericht, das Arbeitsgericht Halle, das Sozialgericht, das Landessozialgericht Sachsen-Anhalt und das Amtsgericht Halle-Saalkreis.

## Geschichte
Gemäß Arbeitsgerichtsgesetz vom 23. Dezember 1926 wurden in Deutschland Arbeitsgerichte gebildet. Diese waren nur in der ersten Instanz unabhängig, die Landesarbeitsgerichte waren den Landgerichten zugeordnet. Am Landgericht Halle entstand so 1927 das Landesarbeitsgericht Halle als eines von vier Landesarbeitsgerichten im Bezirk des Oberlandesgerichtes Naumburg. Dem Landesarbeitsgericht Halle waren folgende Arbeitsgerichte zugeteilt: Arbeitsgericht Bitterfeld, Arbeitsgericht Eisleben, Arbeitsgericht Elsterwerda, Arbeitsgericht Halle, Arbeitsgericht Herzberg, Arbeitsgericht Merseburg, Arbeitsgericht Naumburg, Arbeitsgericht Torgau, Arbeitsgericht Weißenfels, Arbeitsgericht Wittenberg und Arbeitsgericht Zeitz.
Nach der Besetzung Deutschlands durch die Alliierten wurden 1945 zunächst alle Gerichte geschlossen. Die ordentlichen Gerichte wurden schon bald wieder eröffnet, während die Arbeitsgerichte zunächst nicht wieder eingerichtet wurden, so dass arbeitsgerichtliche Streitigkeiten von den ordentlichen Gerichten erledigt werden mussten. Gemäß Kontrollratsgesetz 21 sollten in Deutschland Arbeitsgerichte aufgebaut werden. Das Landesarbeitsgericht Halle entstand damit neu. In der DDR bestanden 1952 bis 1963 Arbeitsgerichte auf Kreis- und Bezirksebene. Nachdem diese 1963 in die Kreis- und Bezirksgerichte integriert worden waren, gab es keine gesonderten Arbeitsgerichte mehr.
Nach der Wende wurden in Sachsen-Anhalt mit dem Gesetz über die Gerichte für Arbeitssachen vom 23. August 1991 wieder Arbeitsgerichte gebildet. Dabei entstand das heutige Landesarbeitsgericht Sachsen-Anhalt.
Von 2017 bis 2024 bekleidete mit Kathrin Thies die erste Frau das Amt der Präsidentin des Landesarbeitsgerichtes Sachsen-Anhalt.

## Über- und nachgeordnete Gerichte
Dem Landesarbeitsgericht Sachsen-Anhalt ist das Bundesarbeitsgericht übergeordnet. Nachgeordnet sind die Arbeitsgerichte Dessau-Roßlau, Halle, Magdeburg und Stendal. Für den früheren Bezirk des aufgehobenen Arbeitsgerichts Naumburg ist seit dem 1. Januar 2009 das Arbeitsgericht Halle zuständig. Der Bezirk des aufgehobenen Arbeitsgerichts Halberstadt wurde dem Arbeitsgericht Magdeburg zugewiesen.

## Leitung
- Ab 7. Januar 1992: Wolfgang Pietzke (* 20. September 1939)
- Ab 30. August 2004: Christoph Gross[4]
- 2006–2012: Werner Zink; zwischen 2012 und Anfang 2017 war die Stelle unbesetzt.
- 2017–2024: Kathrin Thies
- seit 2024: Reinhard Engshuber